# NGC 5653
NGC 5653 (другие обозначения — IC 1026, UGC 9318, MCG 5-34-58, ZWG 156.68, IRAS14280+3126, PGC 51814) — спиральная галактика (Sb) в созвездии Волопас.
Этот объект входит в число перечисленных в оригинальной редакции «Нового общего каталога».